# Euphyia orbiculata
Euphyia orbiculata är en fjärilsart som beskrevs av Franz Dannehl 1933. Euphyia orbiculata ingår i släktet Euphyia och familjen mätare. Inga underarter finns listade i Catalogue of Life.